# Siège de Zadar (998)
 (mars 2025).
Guerres croato-bulgares

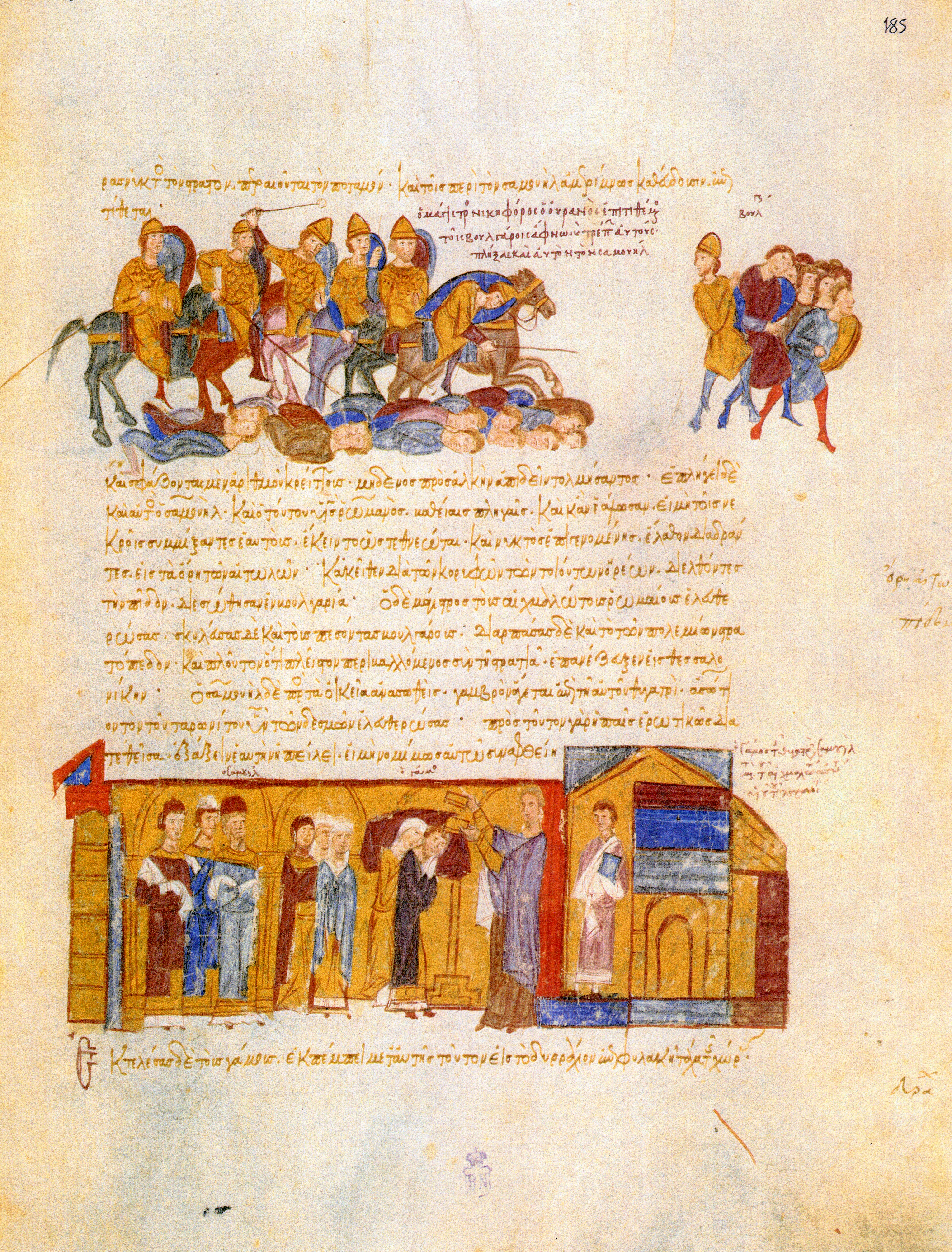
Représentation d'une des batailles impliquant l'armée de Samuel

Le siège de Zadar en 998 s'est déroulé durant la troisième guerre croato-bulgare et l'un des derniers conflits militaires entre les forces croates du roi Svetoslav Suronja (r. 997-1000), soutenues par Venise et l'Empire byzantin, et l'armée de l'empereur Samuel (r. 997-1014), qui lança une campagne militaire bulgare à grande échelle contre le Royaume de Croatie.
L'armée de Samuel a assiégé la ville fortifiée de Zadar afin d'aider les frères rebelles du roi, Krešimir et Gojslav, qui ont demandé à Samuel de venir les aider à destituer Svetoslav Suronja du trône croate. Le siège échoua et les forces de Samuel se retirèrent en direction de l'arrière-pays croate et de la Bosnie, pour finalement rentrer chez elles.